# روبين نغالاندي
روبين نغالاندي (بالإنجليزية: Robin Ngalande)‏ (2 نوفمبر 1992 في مالاوي - ) هو لاعب كرة قدم ملاوي في مركز الهجوم. شارك مع منتخب مالاوي لكرة القدم. أما مع النوادي، فقد لعب مع أتلتيكو مدريد وأياكس كيب تاون وبيدفيست ويتس وماميلودي صن داونز وبلاتينيوم ستارز ‏.

## روابط خارجية
- روبين نغالاندي على موقع قاعدة بيانات كرة القدم.إي يو (الإنجليزية)
- روبين نغالاندي على موقع ناشيونال فوتبول تيمز (الإنجليزية)
- روبين نغالاندي على موقع Soccerway.com (الإنجليزية)